# 巴基斯坦
30°40′N 73°10′E / 30.667°N 73.167°E
巴基斯坦伊斯兰共和国（乌尔都语：اسلامی جمہوریہ پاکستان‬；英语：Islamic Republic of Pakistan），通称巴基斯坦，位于南亚，实际控制面积881,913平方公里，东与印度比邻，南面是印度洋，西与伊朗接壤，西北和阿富汗相連，東北面可通往中国新疆。除南部属热带气候外，其余属亚热带气候。南部湿热，受季风影响，雨季较长；北部地区干燥寒冷，有的地方终年积雪。
“巴基斯坦”乌尔都语意思为“圣洁的土地”，不過這個名字是以全國不同地區的首字母拼成的。巴基斯坦原为英属印度一部分，1858年随印度成为英国殖民地，1947年8月14日宣告独立，成为英联邦的自治领。1956年3月23日，巴基斯坦伊斯兰共和国成立。1971年孟加拉人民共和国从巴基斯坦独立。巴基斯坦从前的首都在卡拉奇，现在首都位于伊斯兰堡。巴基斯坦是英联邦和伊斯兰合作组织成员国。
巴基斯坦人口2.41亿（2023年普查），是僅次印尼世界第二多人口的伊斯蘭教國家，95％以上的巴基斯坦人信奉伊斯兰教（国教），少数信奉基督宗教、印度教和锡克教等。巴基斯坦是公认拥有核武器的国家之一，并没有加入《不扩散核武器条约》。

## 名稱
巴基斯坦（Pakistan）其實是英語名稱，以構成地名稱的不同部分組成。在1933年1月28日，巴基斯坦民族主義的靈魂人物乔杜里·拉赫玛特·阿里在英國劍橋的寫作“Now or Never; Are We to Live or Perish Forever?”（亦稱為“巴基斯坦宣言”）中提出“Pakstan”一詞，由旁遮普省（Punjab）、有“阿富汗省”（Afghan Province）之稱的西北邊境省、克什米爾（Kashmir）、信德省（Sindh）和俾路支斯坦（Baluchistan）中的“P”、“A”、“K”、“S”、和“tan”併成。他在文中提及這些英屬印度以穆斯林為主的省份要爭取獨立，脫離印度成立一個伊斯蘭國家，亦即是“印巴分治”。後來該字加上了“i”以便頌讀，成為了今日所見的巴基斯坦“Pakistan”。
巧合的是，在波斯語和烏爾都語中，“巴基斯坦”的字面意思都是“圣洁的土地”。

## 历史

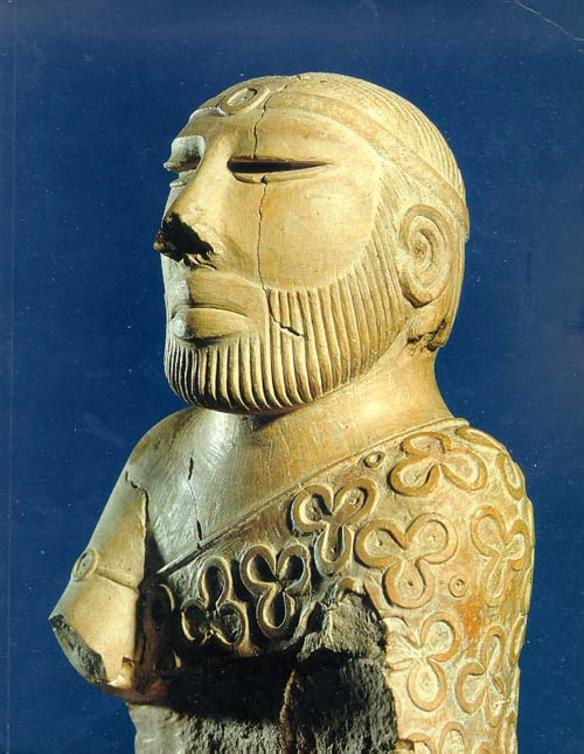
摩亨佐-達羅出土的4500年前祭司王雕刻，現存巴基斯坦國立博物館

### 古代
公元前三千年左右，哈拉帕文化產生於今巴基斯坦境內，興建了哈拉帕和摩亨佐-達羅。直至前2000年，生活在中亞的雅利安人來到印度河流域，征服了當地的達羅毗荼人，印度河文明逐漸衰亡。此後的吠陀時代，雅利安人的政治中心開始向北轉移。前519年起，波斯統治巴基斯坦西部地區，前327年，亞歷山大大帝曾率軍攻占過此地。大約公元前321年，被孔雀王朝的旃陀羅笈多所佔領。孔雀王朝衰落後被印度-希臘人統治，後被斯基泰人和帕提亞人統治，公元二世紀之後被貴霜帝國統治，國王迦膩色迦當政時期（129－152年），王朝疆域擴至克什米爾和喜馬拉雅山以北的莎車和和田。三世紀到四世紀今巴基斯坦南部被薩珊王朝控制，四世紀時起，這裡受到笈多王朝統治，五世紀末期來自於中亞的白匈奴逐步把疆域擴張到該地區。
8世紀初，阿拉伯擴張到印度河流域，並將伊斯蘭教傳入，使大批當地居民成為穆斯林。阿拉伯帝國退出該地區後，這裡被興起於恆河三角洲一帶的波羅王朝統治。11世紀初，巴基斯坦西北部處於阿富汗加茲尼王朝統治之下。12世紀初，古爾王朝又取代了加茲尼王朝。1206年，庫特布·艾伯克建立奴隸王朝，巴基斯坦和印度開始處於同一政權統治之下。此後300年間歷經了6個王朝（德里蘇丹王朝），直至1526年被莫臥兒帝國取代。

### 近代

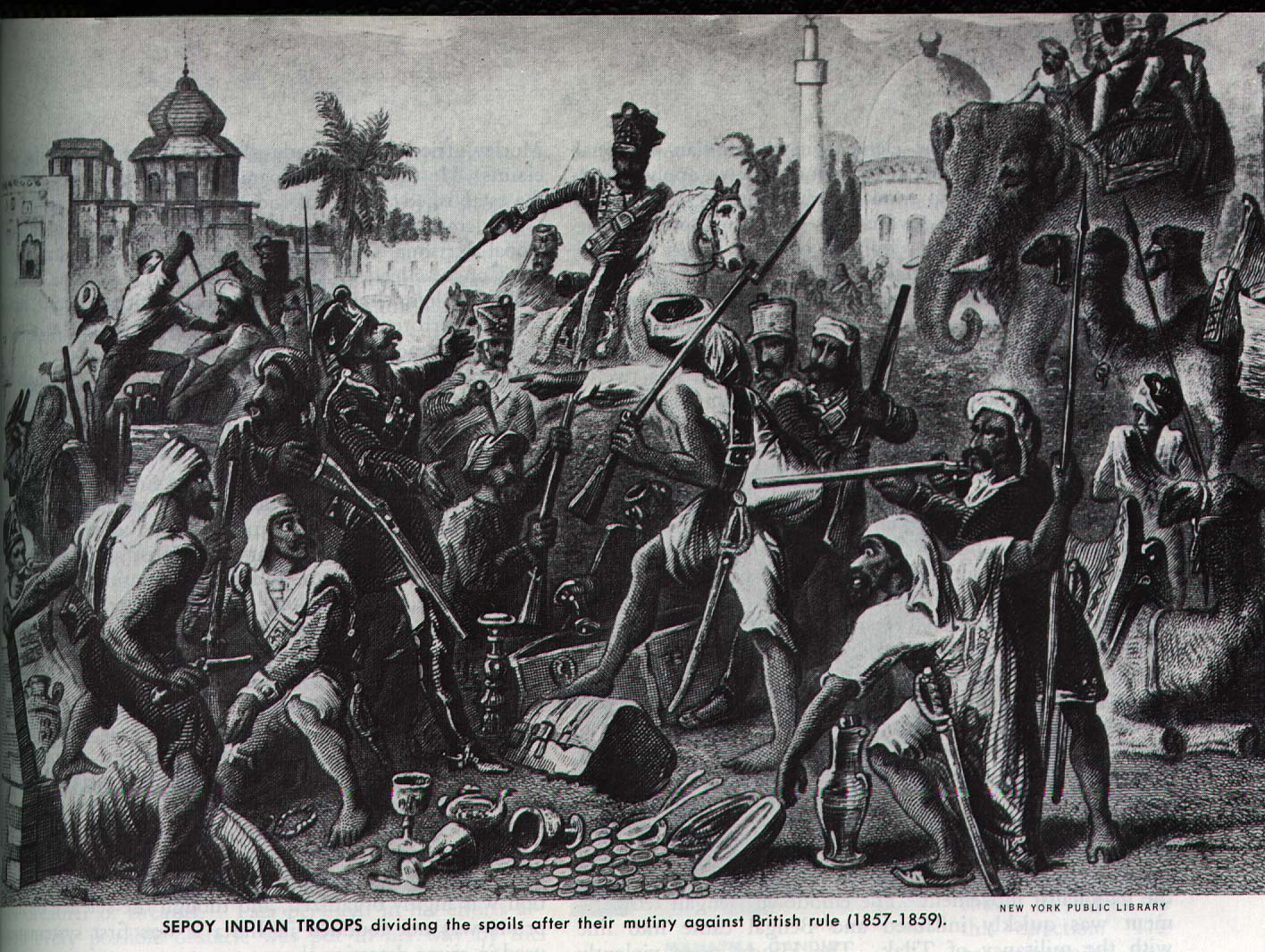
英國殖民壓制戰爭

1858年巴基斯坦随印度成为英国殖民地，但穆斯林与印度教徒之间冲突依然严重。赛义德·阿赫默德·汗领导阿利加尔运动，其继承者于1906年成立了“全印穆斯林联盟”，曾一度与印度国大党合作，共同争取印度的民族独立，但1928年合作破裂。1940年3月23日，穆罕默德·阿里·真纳领导下的穆斯林联盟在拉合尔召开全国会议，通过了建立巴基斯坦的决议。1947年6月，英国公布蒙巴顿方案，同意印巴分治。8月14日，巴基斯坦宣布独立，成立英联邦王国下的巴基斯坦自治領。1956年3月23日，巴基斯坦改自治领土为共和国，定国名为巴基斯坦伊斯兰共和国。
巴基斯坦独立后，与印度因领土纠纷（即克什米尔问题）于1948年、1965年、1971年在克什米尔地区发生了三次印巴战争。第三次印巴战争直接造成东巴基斯坦独立成为孟加拉国。1972年7月，双方签署了《西姆拉协定》，实现停火。此后双方多次会谈，但未达成任何协议，1989年起，双方不断交火，1998年5月巴基斯坦继印度之后进行了6次地下核试验，使紧张局势加剧。2003年4月，印巴两国先后表达了重新进行对话的意愿，11月25日在实际控制线停火。

## 地理
巴基斯坦位于南亚，东与印度比邻，南面是印度洋，西与伊朗接壤，西北和阿富汗相连，东北面可通往中国新疆。面积为79.6万平方公里（不包括克什米尔），約等於法國和英國面积的總和，在全世界排第35位。國土南部沿阿拉伯海及阿曼灣有1,046（650英里）的海岸線，陸上边界總長6,774（4,209英里），分別為阿富汗2,430（1,510英里）、中國523（325英里）、印度2,912（1,809英里）及伊朗909（565英里）；与阿曼有海上边界，与塔吉克隔著寒冷、狹窄的瓦罕走廊。
巴基斯坦地势由西北向东南倾斜，全境五分之三为山地和高原，北有喜马拉雅山脉，西北有兴都库什山脉，东部为印度河中下游冲积平原，东南为塔尔沙漠的一部分。

### 气候
巴基斯坦属亚热带干燥和半干燥气候，气候总的来说比较炎热干燥，每年平均降雨量不到250毫米，1/4的地区降雨量在120毫米以下。最炎热的时节是6、7月份，大部分地区中午的气温超过40℃，而在信德和俾路支省的部分地区中午气温则可能高达50℃以上。海拔高度超过２千米以上的北部山区比较凉爽，且温差大，昼夜平均温差14℃左右。气温最低时节是12月至2月。

### 自然资源
巴基斯坦主要自然资源为耕地，以及分布广泛的天然气、石油和煤炭资源。铬铁矿、铁矿石、铜矿、金和银等矿藏丰富，其他珍贵矿石资源有宝石和大理石，非金属矿藏有石灰石、石膏、硫磺、耐火土和硅石等。旁遮普省的岩盐矿带（Salt Range）为世界著名的纯盐沉积矿。巴基斯坦有巨大的水力发电蕴藏量，但由于受到国际国内政治因素的制约致使能源开发速度缓慢，至今仍旧面临能源短缺局面。

## 区划

### 行政区划
巴基斯坦全国共有旁遮普、开伯尔－普什图、俾路支、信德4省。各省下设专区、县、乡、村联会。巴基斯坦实际控制的克什米尔的西北部一部分，划分为联邦管辖的阿扎德克什米尔和“临时省”吉尔吉特-巴尔蒂斯坦。阿扎德克什米尔地区的人民持巴基斯坦护照，享有对该地政府的选举权，不享有对中央政府的选举权。克什米尔地区的中部和南部土地肥沃最大的克什米爾谷地由印度控制。此外，1963年根据边境协定巴基斯坦将一部分巴控克什米尔（喀喇昆仑走廊）划给中华人民共和国。另外印度声称拥有中国控制的阿克赛钦（属新疆和闐縣）即克什米尔东北部主权。
| 巴基斯坦行政区划 | 巴基斯坦行政区划 | 巴基斯坦行政区划          | 巴基斯坦行政区划 | 巴基斯坦行政区划               | 巴基斯坦行政区划 |
| 编号             | 行政区           | 名称                      | 首府             | 面积                           | 政区图           |
| ---------------- | ---------------- | ------------------------- | ---------------- | ------------------------------ | ---------------- |
| 1                | 省份             | 俾路支省                  | 奎达             | 347,190平方（134,050平方英里） |                  |
| 2                | 省份             | 开伯尔-普什图省           | 白沙瓦           | 128,961平方（49,792平方英里）  |                  |
| 3                | 省份             | 旁遮普省                  | 拉合尔           | 205,344平方（79,284平方英里）  |                  |
| 4                | 省份             | 信德省                    | 卡拉奇           | 140,914平方（54,407平方英里）  |                  |
| 5                | 地区             | 伊斯兰堡首都区            | 伊斯兰堡         | 906平方（350平方英里）         |                  |
| 6                | 克什米尔争议区   | 阿扎德克什米尔            | 穆扎法拉巴德     | 13,297平方（5,134平方英里）    |                  |
| 7                | 克什米尔争议区   | 吉尔吉特-巴尔蒂斯坦临时省 | 吉尔吉特         | 72,496平方（27,991平方英里）   |                  |

### 主要城市

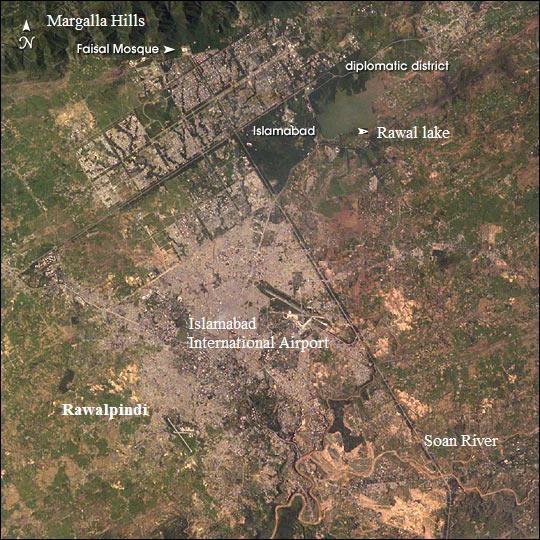
伊斯兰堡空拍

- 卡拉奇-信德省的首府，巴基斯坦最大城市和港口及商業中心，也是世界上人口最多的城市之一[15]。
- 伊斯兰堡-巴基斯坦首都。
- 拉合尔-旁遮普省的首府。
- 拉瓦尔品第
- 白沙瓦-开伯尔-普什图省的首府。
- 费萨拉巴德
- 木尔丹
- 海德拉巴
- 苏库尔
- 吉尔吉特-吉尔吉特-巴尔蒂斯坦的首府。
- 奎达-俾路支省的首府。
- 瓜达尔位于俾路支省拥有深水港瓜达尔港。

## 政治

### 国家象征
巴基斯坦國旗呈长方形，长与宽之比为3∶2。左侧是白色竖长方形，宽度占整个旗面的1／4；右侧为深绿色长方形，中央有一颗白色五角星和一弯白色新月。绿色象征繁荣，代表伊斯兰教；白色象征和平，代表国内的少数民族和信奉其他宗教的居民。新月象征进步，五角星象征光明；新月和五角星还象征对伊斯兰教的信仰。
巴基斯坦國徽颜色同国旗；深绿色和白色。顶端是五角星和新月图案；中间是盾徽，盾面分为四部分，分别绘有棉花、小麦、茶、黄麻四种农作物。盾徽两侧饰以鲜花、绿叶。下端的绿色饰带上用乌尔都语书写该国的国家格言——“虔诚、统一、戒律”。

### 议会政府

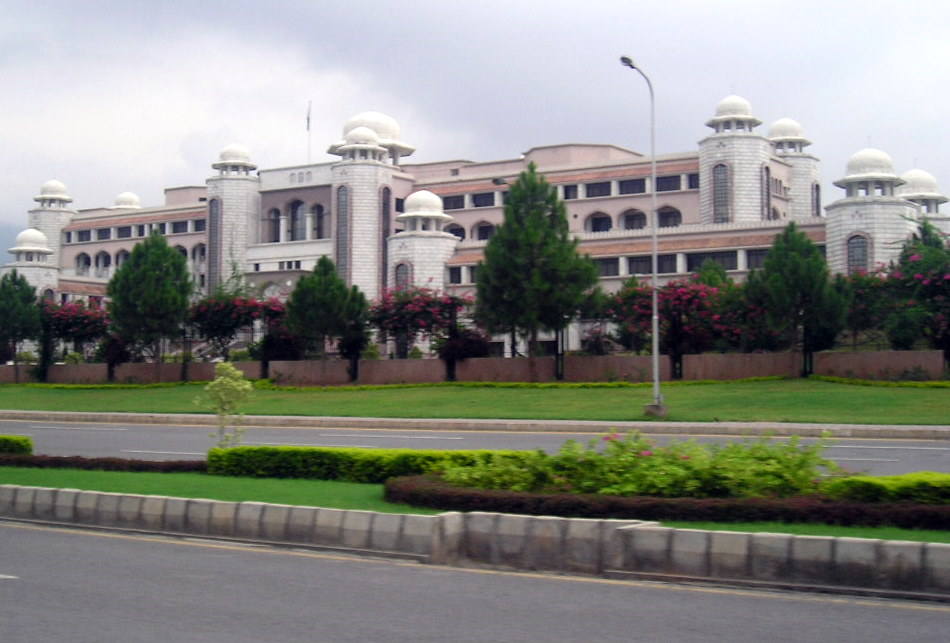
巴基斯坦總理官邸

巴基斯坦实行兩院制，設參議院及國民議會。參議院有100名議員，國民議會有342名議員，其中272名由分區普選產生，60席为妇女保留席位，10席为非穆斯林保留席位，由各政党按普选得票比例分配；国民议会设议长和副议长各1人，议员任期五年。参议院设100个议席，议员任期六年，每3年改选半数。设主席和副主席各1人，任期三年。
獨立後的巴基斯坦，軍方在政治一直擔當重要角色，巴基斯坦於1958－1971年，1977－1988年及1999－2008年長期實行軍政府統治。巴基斯坦建国后于1956年、1962年和1973年颁布三部宪法。此外，文人政府的不穩定和貪腐問題一直是國內的政治焦點。
2008年巴基斯坦恢復民主制後，首個文人政府完成五年任期。标志着巴基斯坦能够通过公正、透明的选举，由上一届民选政府和平地把权力移交给下一届民选政府。2013年6月，纳瓦兹·谢里夫就任总理。2017年8月，谢里夫被议会罢免，沙希德·哈坎·阿巴西就任总理。
2018年7月，伊姆兰·汗宣布赢得巴基斯坦大选，7月27日，巴基斯坦前执政党谢里夫派表示承认大选结果，接受伊姆兰·汗成为下一任总理。自2022年伊姆蘭·汗作爲巴基斯坦正義運動黨領導人下台以來，巴基斯坦政府持續面臨着政局的混亂，經濟的危機和安全的威脅。面對脆弱的巴基斯坦，軍方一直試圖在掌控着國家前進道路的方向。

### 军事

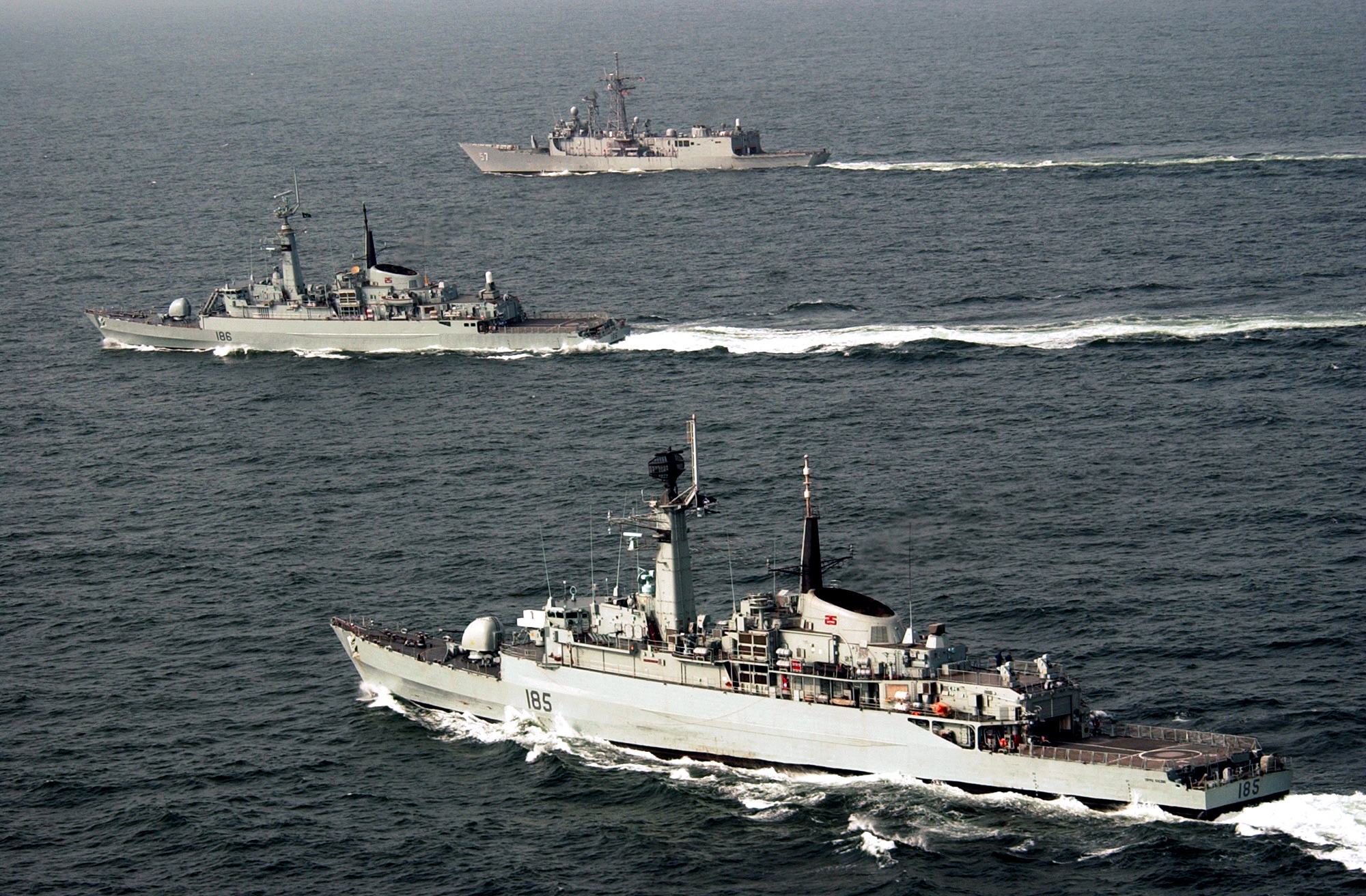
巴國海軍演習

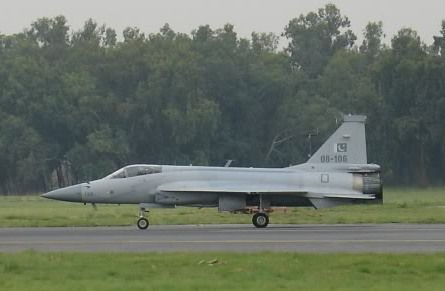
梟龍戰機

巴基斯坦武装部队是世界第七大现役武装部队，并拥有核武器。主要分为三个部分：巴基斯坦陆军、巴基斯坦海军（包括巴基斯坦海军陆战队）和巴基斯坦空军；此外还有一些准军事部队。1962年开始，巴基斯坦与中华人民共和国的军事关系紧密，包括研发合作，以增强军事系统，如JF-17雷电，K-8喀喇昆仑，以及其他武器。中华人民共和国是巴基斯坦首要的军备供应者。雙方同时在核武器和太空计划合作发展。过去巴基斯坦空军还与美国保持密切的军事关系，是美国的一个非北约主要盟友。美巴关系恶化後，巴基斯坦转向中国来寻求军事援助。它主要进口来自中华人民共和国和美国的军事装备。
巴基斯坦空军创建于1947年8月14日，有65,000名全職人員，其中有3,000名飛行員，飛機共約700架，其中有470餘架戰鬥機。从1983年至1987年，巴基斯坦获得了40架F-16A/B Block 15战斗机。随着蘇聯－阿富汗戰爭结束，巴基斯坦对美国的战略价值骤然消失，美国于1990年对28架F-16A/B战斗机冻结交付并冻结巴基斯坦的购机款拒绝归还。2003年美国对阿富汗戰爭陷入胶着后，于2005年至2008年交付给巴基斯坦这批被扣留的战机中的14架。2006年，美国军援了12架F-16C与6架F-16D Block 52+并计划提供另外的18架。
巴基斯坦海军创建于1947年，现役25,000人，预备役5,000。海军节设于每年的9月8日，以纪念1965年印巴战争。巴基斯坦海军有8个战地司令部，分别为卡拉奇司令部（COMKAR） 、巴基斯坦舰队司令部（COMPAK）、北方司令部（COMNOR）、海岸司令部 （COMCOAST）、后勤司令部、海上训练舰队司令部（FOST）、西部司令部（COMWEST）、海军航空兵司令部（COMNAV）。目前主力艦為四艘中製F-22P巡防艦和一艘美製F-260巡防艦、5艘法製潛艦，另有飛彈快艇10艘和30多艘砲艇。

### 外交
因为巴基斯坦与土耳其和阿塞拜疆的密切关系，巴基斯坦是現今所有聯合國會員國中唯一一個不承認亞美尼亞為國家的成員。
與印度的关系

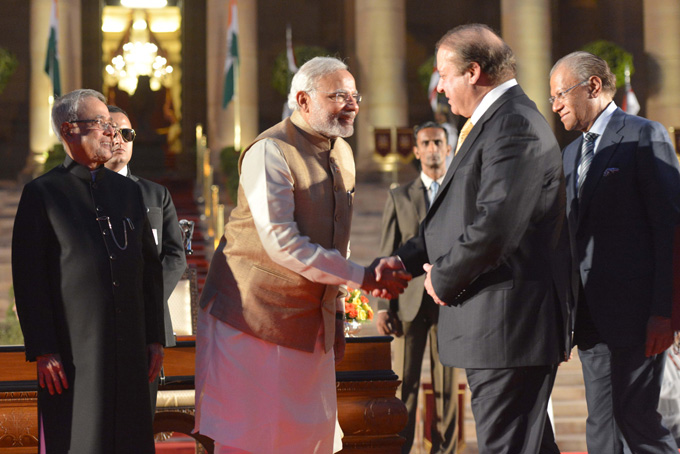
2014年巴基斯坦总理納瓦茲·謝里夫与印度总理纳伦德拉·莫迪在新德里会面

巴印于1947年、1965年和1971年三次爆发战争。1971年巴印断交，1976年复交。2004年以来，巴印启动全面对话进程，双边关系持续缓和。2008年7月，两国启动第五轮全面对话，并首次开通跨克什米尔控制线贸易。11月，印度孟买发生重大恐怖袭击事件，印指责巴境内组织有染，巴印关系骤然紧张。自印度于2019年撤销其控制的克什米尔地区自治地位後，两国关系冻结，在国际社会斡旋下双边紧张局势有所缓和，至2025年再度破局。
與中国的关系

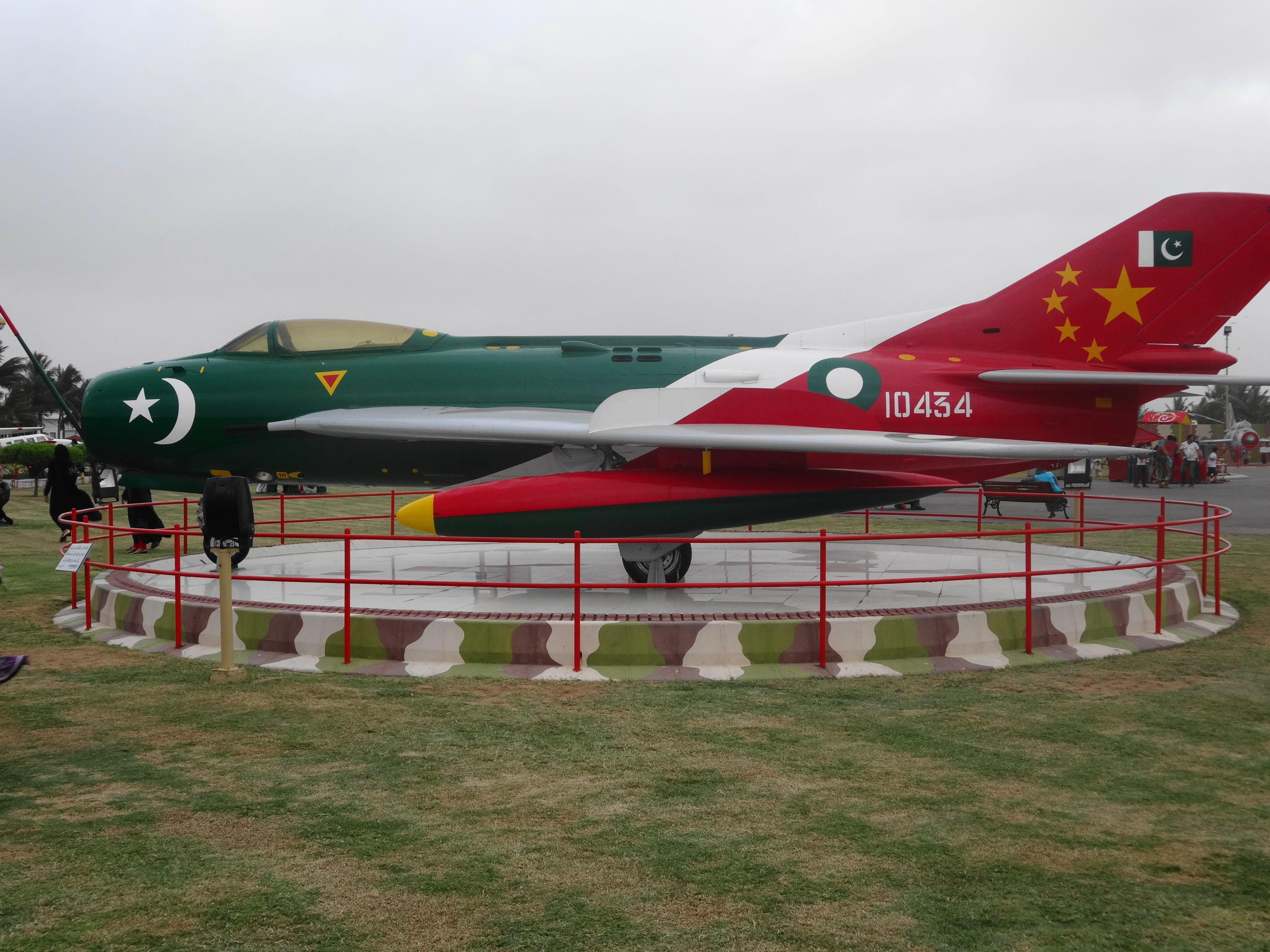
漆有中、巴两国国旗的战机

1950年1月5日，巴基斯坦承认中华人民共和国，1951年5月21日两国正式建交。建交以来，中巴两国建立良好的友谊，展開全方位合作。2013年5月，中华人民共和国国务院总理李克強在訪問巴基斯坦時提出兴建中巴经济走廊项目，旨在建设連接中国新疆维吾尔自治区與巴基斯坦瓜达尔港的高速公路、鐵路運輸，以及石油和天然氣的管道。2014年11月8日，在中国国务院总理李克强与巴基斯坦总理纳瓦兹·谢里夫的共同见证下，两国官员签署了《中巴经济走廊能源项目合作的协议》。2015年4月，中共中央总书记、中国国家主席习近平对巴基斯坦进行正式访问，两国签署《中华人民共和国和巴基斯坦伊斯兰共和国建立全天候战略合作伙伴关系的联合声明》。巴基斯坦誓言要防止任何事情破坏中国和巴基斯坦的战略联盟，并绝对信任中国。
與阿富汗的关系
巴基斯坦与阿富汗在地理、历史、文化、宗教、种族等方面关系密切。9·11事件后，巴基斯坦参与国际反恐战争，但是被指责暗中包庇塔利班和其它恐怖組織，阿富汗政府曾於2008年指責巴基斯坦三軍情報局介入針對阿富汗總統卡爾扎伊的未遂暗殺行動。塔利班于2021年重掌阿富汗政权後，双方因杜兰线问题而交恶，巴基斯坦还指责阿富汗支持巴基斯坦塔利班进行恐怖活动。
與美国的关系

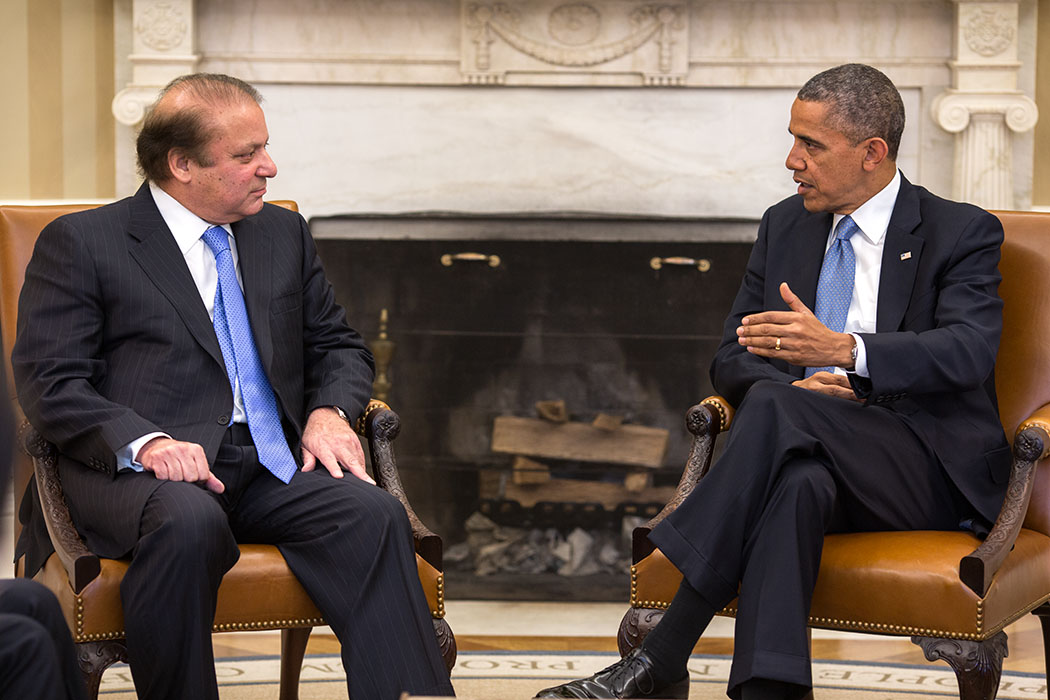
2013年巴基斯坦总理納瓦茲·謝里夫在椭圆形办公室与美国总统贝拉克·奥巴马会面

冷战期间，巴美关系密切。此后，巴基斯坦因核试验和政变招致美国制裁。九一一袭击事件后，美国政府经常指责巴基斯坦一方面参加国际反恐战争，另一方面卻暗中包庇多個恐怖組織。2011年奥萨马·本·拉登在巴基斯坦境內被美軍擊斃。總計布什政府曾向巴基斯坦提供共124亿美元援助。奥巴马政府的援助則超过210亿美元。
2015年美國不滿巴基斯坦在反恐戰爭中作戰不力，拒絕支付三億美元的軍援，作為對巴基斯坦的懲罰。2018年1月1日，美國總統唐納·川普在推特上寫道：「美国在过去15年愚蠢地给了巴基斯坦超过330亿美元的援助，而他们除了谎言和欺骗什么也没有给我们，把我们的领导人们当傻子。他们向我们在阿富汗搜捕的恐怖分子提供庇护所，没帮到什么忙。不会再有了！」随着美国撤出阿富汗，其过去对巴基斯坦的所有援助均已取消。
与其他中东国家的关系
巴基斯坦与土耳其、沙特阿拉伯等逊尼派中东穆斯林国家关系密切。巴基斯坦严重依赖海湾阿拉伯国家的经济支持。同时巴基斯坦军方传统上和土耳其保持了密切的合作关系。巴基斯坦支持巴勒斯坦人的权益，不承认以色列是一个国家。

## 经济
巴基斯坦拥有多元化的经济体系，是世界第40大经济体。作为一个快速增长的发展中国家，截止2007年，巴基斯坦的年平均经济增长连续4年达到7%。尽管1947年独立时很穷，巴基斯坦在随后40年中取得了高于世界平均的经济增长，但1990年代不明智的政策却导致经济减速。巴基斯坦的国内生产总值（由购买力平价计算的）估计有4754亿美元，每人平均收入2542美元。贫困率据估算有23%到28%。虽然巴基斯坦的经济增长率在2010年代稳步增加。不过，通胀压力和低储蓄率可能使这种高增长率无法持续。以年增长率4.9%计算，巴基斯坦还需70年才能成为一个发达国家。
2005年该国估计有400亿美元外债。但是，由于国际货币基金组织的援助和美国的巨额债务减免，外债数额在2010年代初一度显著减少。在2006年11月中國大陸与巴基斯坦签定了自由贸易协定，希望把当时42亿美元的双边贸易额在五年之内增长到150亿美元。巴基斯坦在2007年的出口额达到了205亿8千万美元。中巴经济走廊因巴基斯坦政府管理能力不足和债务压力而进展缓慢。2020年代巴基斯坦将面临每年接近30%的通货膨胀率以及1250亿美元的外债。

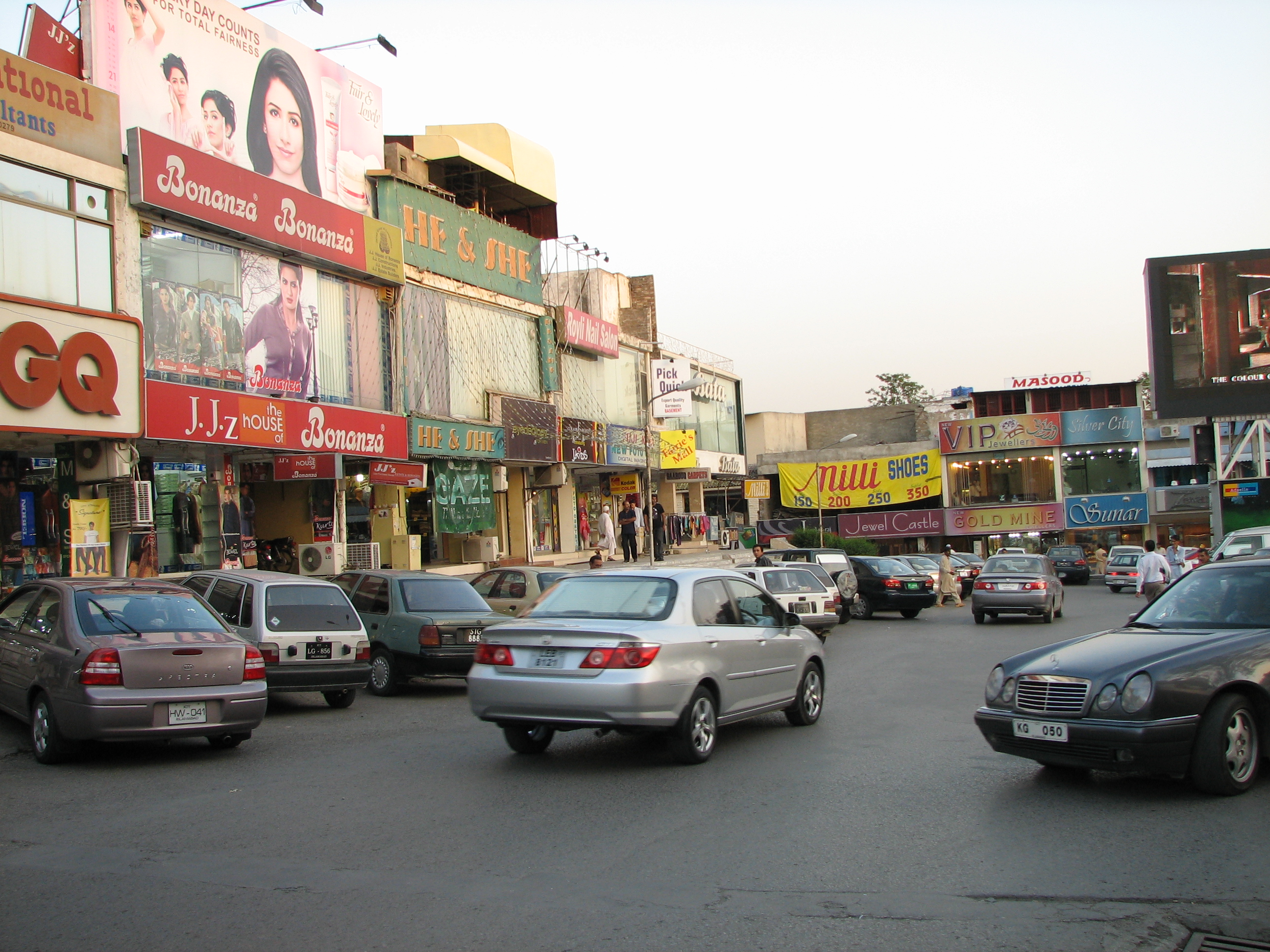
首都商業區

巴基斯坦的经济结构由主要是农业为基础转变为服务业为基础。如今农业只贡献国内生产总值的20%；而服务业占53%，批发和零售贸易占这个产业的30%。过去几年，卡拉奇证券交易所和世界其他新兴市场的一样增值。大笔外资被投入到电讯、房地产和能源等领域。其他主要产业包括软件、机动车、纺织、水泥、化肥、钢铁、造船、航空航天和军火生产。
货币采用巴基斯坦卢比，1卢比等于100派沙（Paisa）。硬币计有：1卢比、2卢比、5卢比；紙币有：5卢比,10卢比、20卢比、50卢比、100卢比、500卢比、1000卢比及5000卢比共7种。现时（2012年4月）巴基斯坦卢比兌美元的汇率约为1对0.0110；即一美元大约等于90卢比。
巴基斯坦煤炭资源丰富。根据巴基斯坦地质调查局（GSP）的估算，巴基斯坦的煤炭资源量在1850亿吨左右，其中1840亿吨在信德省，占全国总量的99.5%。其他主要矿藏储备有：天然气4920亿立方米、石油1.84亿桶、铁4.3亿吨、铝土7400万吨，还有大量铬矿、大理石和宝石。森林覆盖率4.8%。

## 人口和宗教
数量
巴基斯坦有2.077億人（2017年普查），為世界人口第五多的國家，位居印度尼西亞之後。巴基斯坦人口預估2020年達2.1013億人，並於2045年翻倍。於1947年時，巴基斯坦人口為3,250萬人；於1990至2009年間增長了57.2%。至2030年可望超越印度尼西亞成為世界最大的穆斯林國家。巴基斯坦是個相當「年輕」的國家，於2010年統計年齡中位數為20歲，且30歲以下的人口有1.04億人。
分布
巴基斯坦南部大多數人口居於印度河周邊地區，卡拉奇為人口最多的城市；而北部人口則分布於由拉合爾、费萨拉巴德、拉瓦尔品第、伊斯兰堡、古吉兰瓦拉、锡亚尔科特、古傑拉特、杰赫勒姆、萨戈达、謝胡布爾、瑙谢拉、馬爾丹、白沙瓦等城市所居的弧狀地帶。於1990年至2008年間，約有36%的居民居住於城市中，為南亞都市化比率最高的國家，且有一半以上的人口居住於五千人以上的城鎮。人口密度是每平方公里186人（2001年）。

### 族群

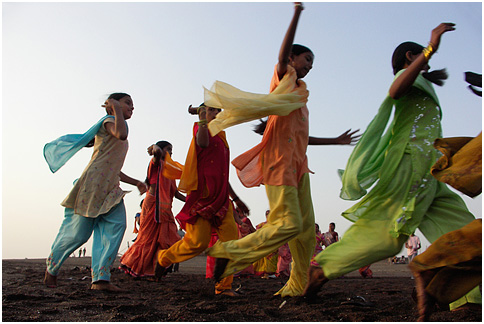
着民族服裝的少女

巴基斯坦国民中旁遮普人占45%，普什图人占16%，信德人占13%，俾路支人占4%等，还有来自印度的穆斯林移民穆哈吉爾人和旁遮普支系沙拉基人。乌尔都语为国语，英语为官方语言。主要民族语言有旁遮普语、信德语、普什图语和俾路支语等。

### 宗教

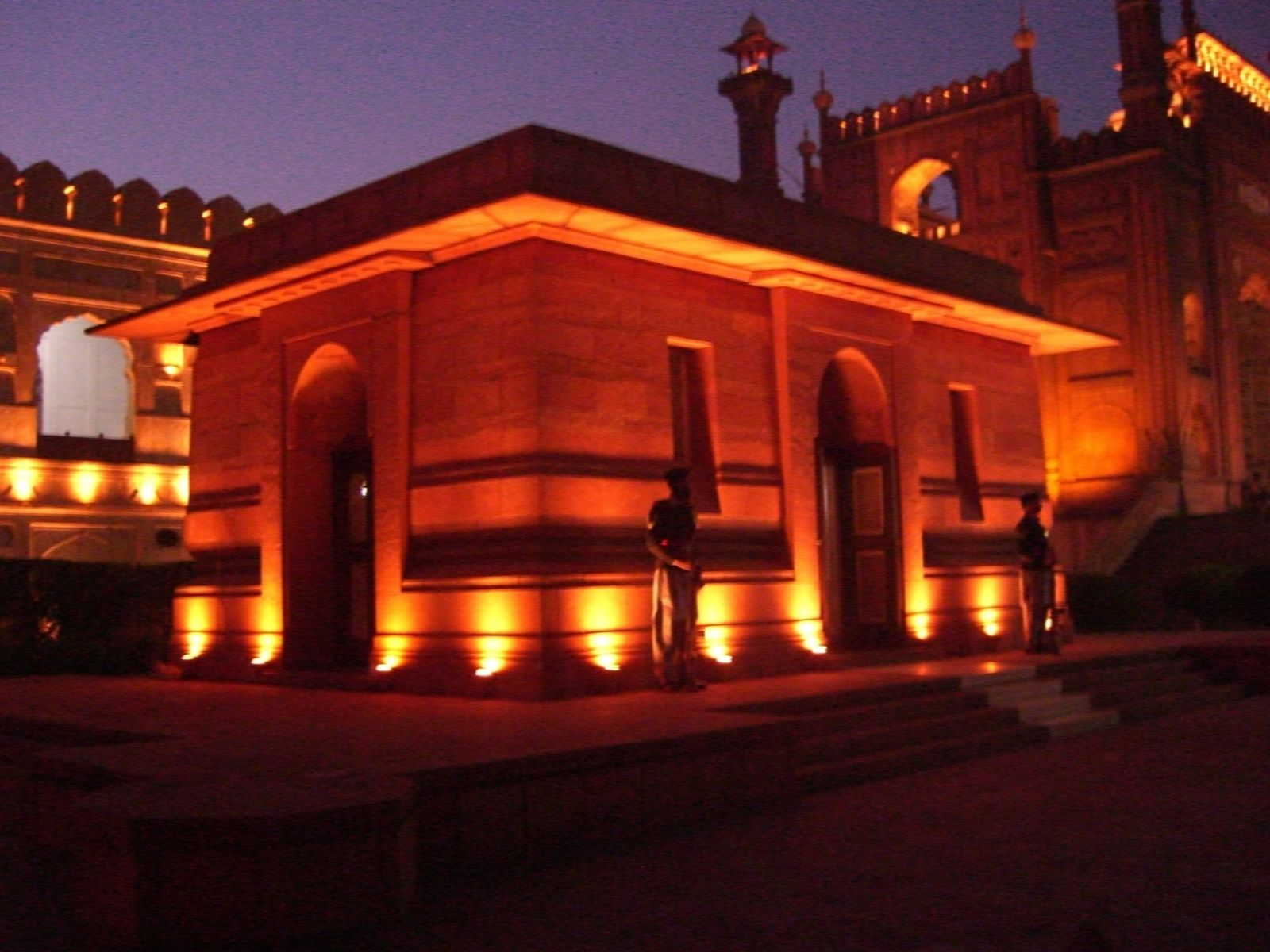
穆罕默德·伊克巴勒墳墓

巴基斯坦是个宗教气氛极为浓重的国家，根据宪法的规定，巴基斯坦的国教为伊斯兰教，97%的居民信奉伊斯兰教，其中多数为逊尼派（占75%），少数为什叶派（占20%），还有艾哈迈迪亚教派（法律上不被视为穆斯林）。另外1.5%信奉印度教，1.3%信奉基督宗教，0.2%信奉琐罗亚斯德教等其他宗教。宗教少数派在巴基斯坦常常处于非常不利的地位。
巴基斯坦穆斯林的礼拜习俗特别浓厚，教徒每天要礼拜五次，礼拜前，必须沐浴净身（分大净和小净）。穆斯林的主要宗教活动有每年的齋戒月和朝觐、每天五次祈祷、年度《古兰经》朗诵比赛等等。信奉伊斯兰教的正统穆斯林严格禁酒，禁忌与猪有关的圖畫和食品，12岁以上的女性外出要穿戴蓋头头巾等。到巴基斯坦访问、旅游的人员要注意尊重当地风俗习惯，不携带酒类和含酒精饮料，不携带猪肉食品，否则过海关时可能会遇到麻烦。

## 文化

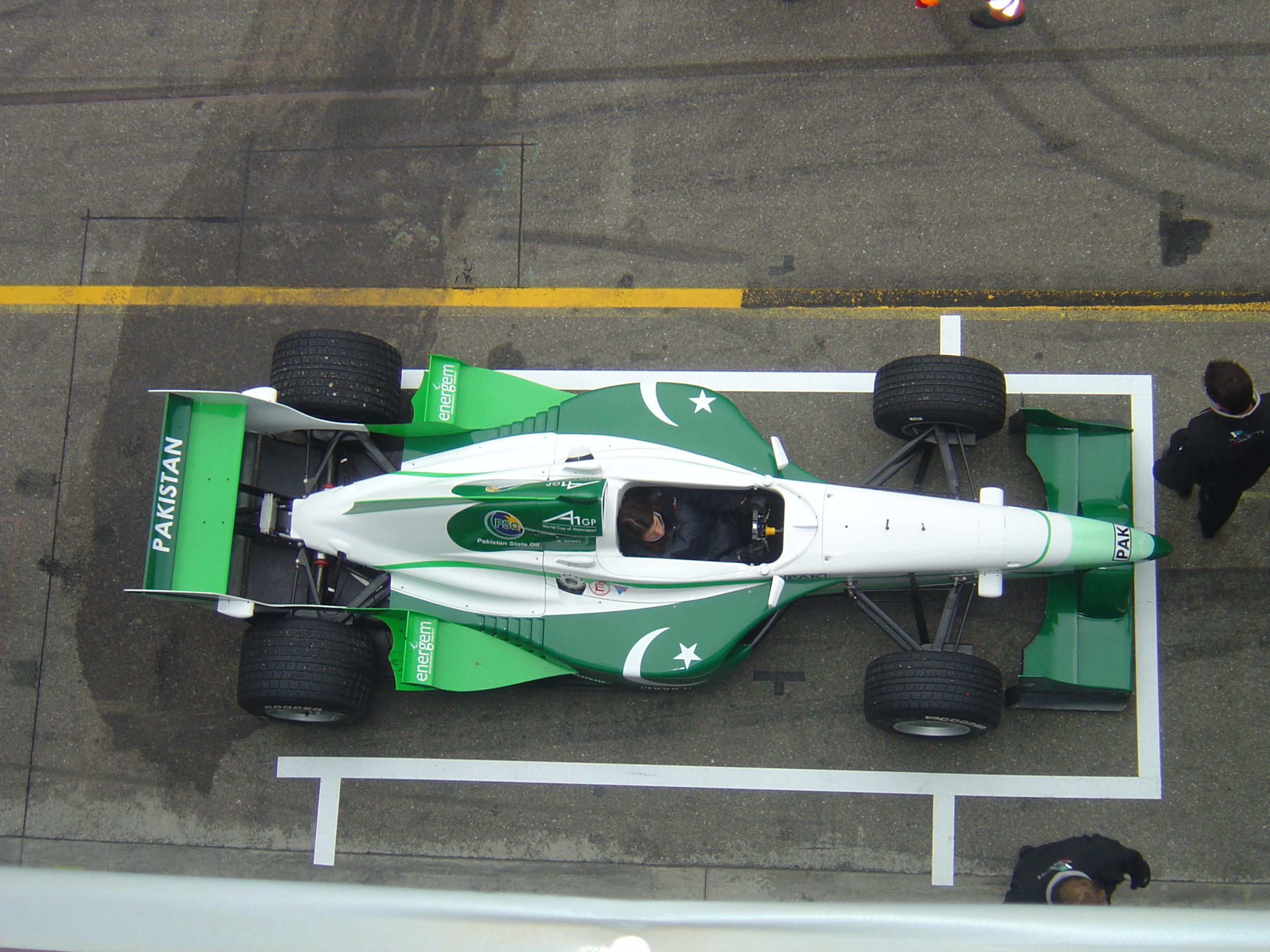
參與A1GP汽車大獎賽的巴基斯坦隊

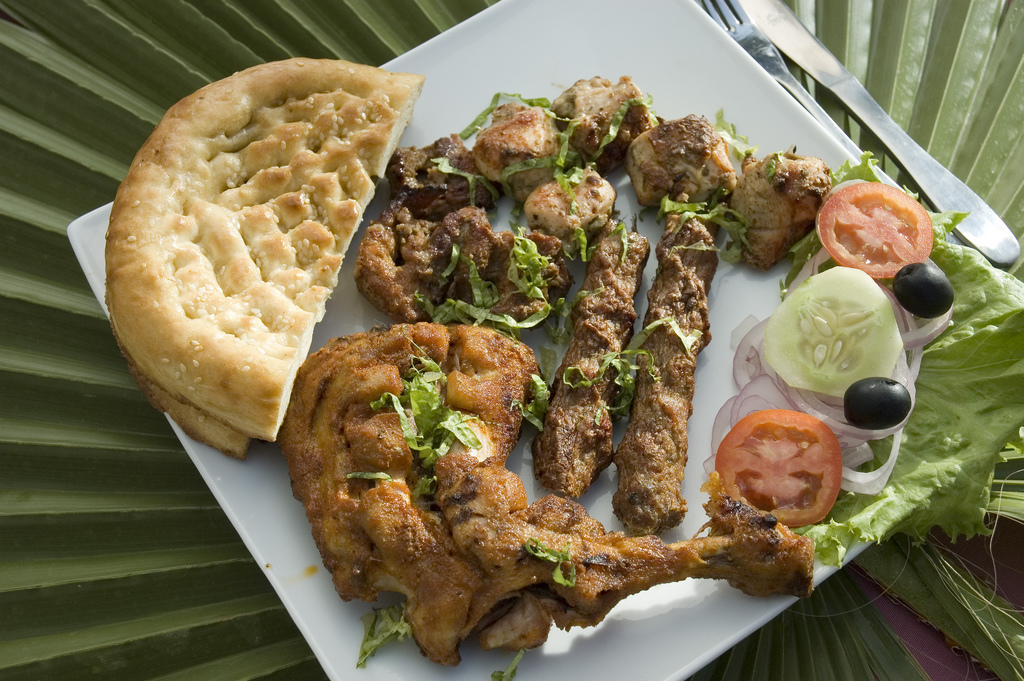
巴式雞肉饢坑餐

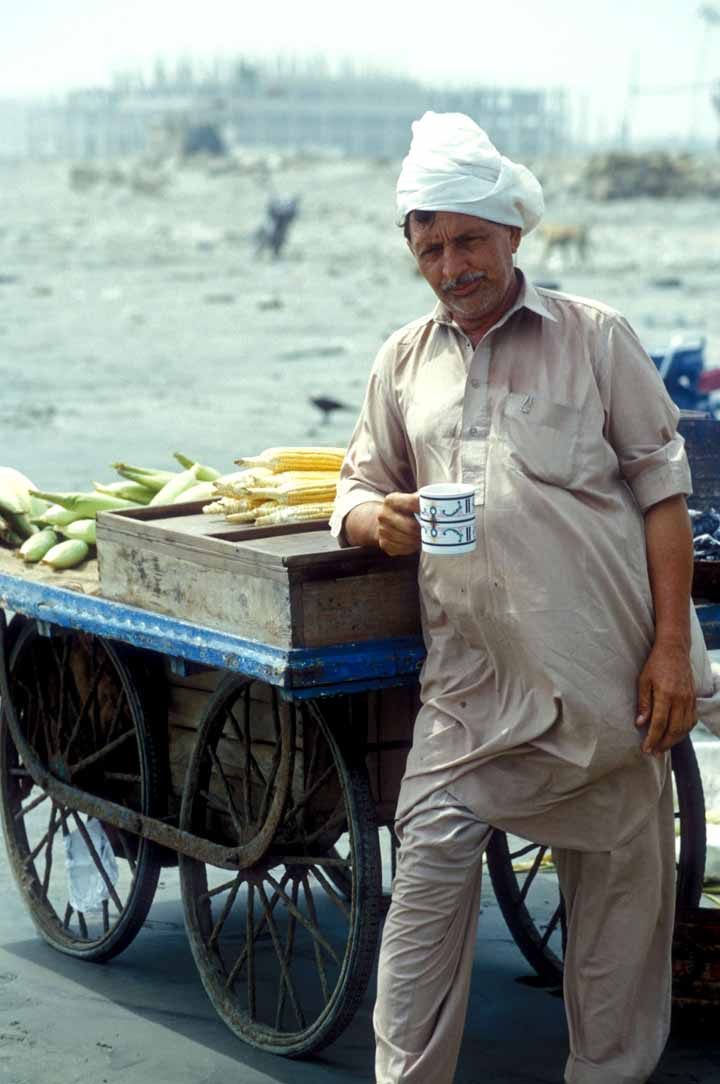
路邊常見的玉米攤為巴基斯坦國人每日聚會和零嘴地點

尽管巴基斯坦与印度关系紧张，但印度电影在巴基斯坦非常受欢迎。音乐在巴基斯坦也非常风靡，多样的乐风从传统音乐（如Qawwali）到与西方音乐融合的巴基斯坦音乐。

### 教育
巴基斯坦正规教育的学制为16年，包括5年小学教育、3年初中教育、3年高中教育、2年大学预科、3年大学本科，高中以下教育免费。巴基斯坦较为著名的大学有巴基斯坦国立科技大学、卡拉奇大学、法蒂玛·真纳医学院、爱德华国王医学院、巴基斯坦纺织学院、国家艺术学院、白沙瓦大学、阿迦·罕医科大学、拉合尔工程技术大学等。2018年3月23日，旁遮普天津技术大学在拉合尔市建校，是中巴经济走廊的第一个教育合作项目。
正规教育的语言通常以乌尔都语为主，中产阶级及以上的家庭子女多接受英语教育。此外，巴基斯坦还有为数众多的宗教学校，宗教学校以培养伊斯兰教神职人员和伊斯兰学者为宗旨，教学内容主要是伊斯兰教经典著作。

### 運動
在巴基斯坦最受欢迎的运动应该是板球运动。有大批巴基斯坦人通过电视观看巴基斯坦队参加的国际性比赛，尤其是与宿敌印度队。巴基斯坦队是国际板球运动劲旅之一，曾在1992年赢得过世界杯，並在奥运会上赢得过数次金牌。此外，卡巴迪也是非常受巴基斯坦人歡迎的民間運動。
巴基斯坦在大型国际综合运动会的成绩：
夏季奥运：3金3银4铜10枚（亚洲第11，世界前70）
亚运会：37金48银76铜161枚（亚洲第14）
大运会：无奖牌
世界运动会：1铜1枚（亚洲第16，世界第76）
夏季青奥会：1银1枚（亚洲第18，世界第74）
亚洲室内运动会：2银1铜3枚奖牌（亚洲第28）
世界武搏运动会：1金1枚（亚洲第12，世界第37）
亚洲沙滩运动会：2金7银6铜15枚（亚洲第16）
亚洲武艺运动会：3金2银4铜9枚（亚洲第11）
亚洲青年运动会：4铜7枚（亚洲第21）

### 紀念日及節日
- 巴勝特節：巴基斯坦人的“春節”，一般在2月中上旬之交的星期五
- 共和国日：3月23日（1956年）
- 独立日：8月14日（1947年）
- 真納誕辰紀念日：12月25日
- 阿舒拉節：伊斯蘭曆1月10日
- 聖紀節：伊斯蘭曆3月12日
- 開齋節：伊斯蘭曆10月1日
- 古爾邦節：伊斯蘭曆12月10日

## 照片集

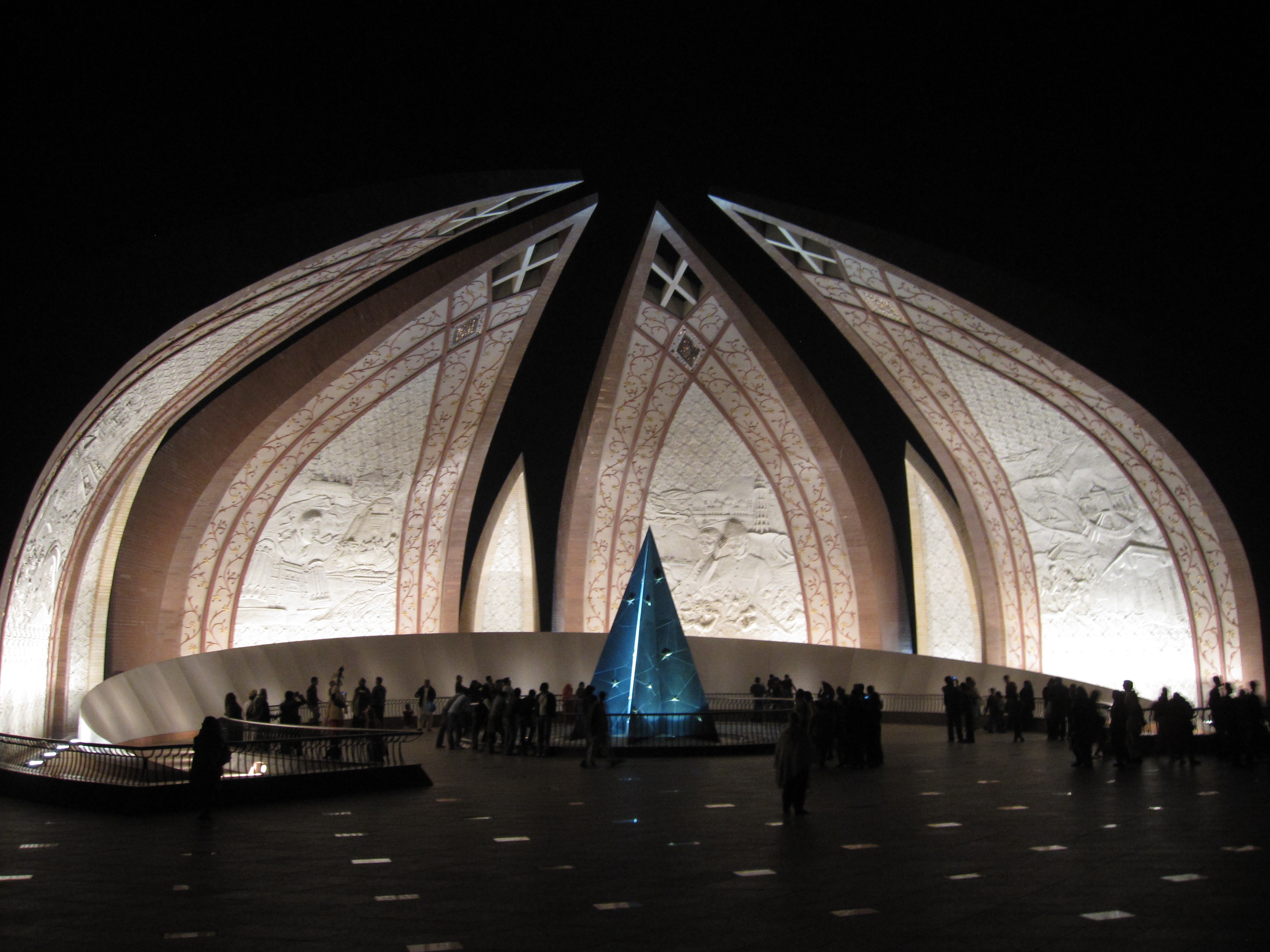
巴基斯坦紀念碑
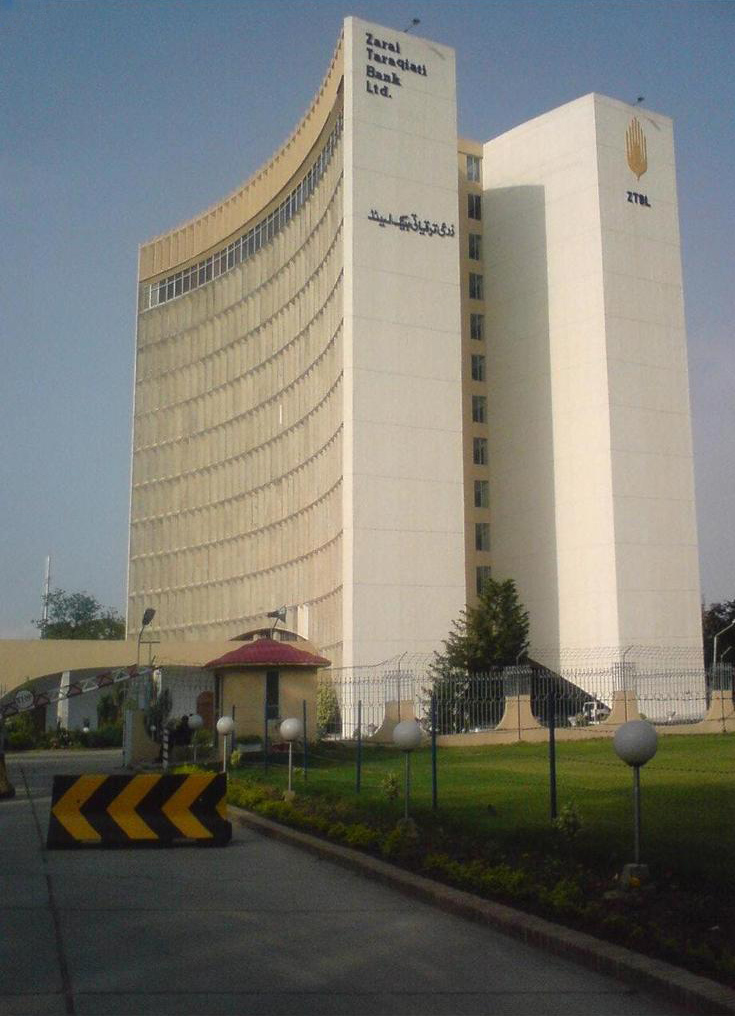
農業銀行
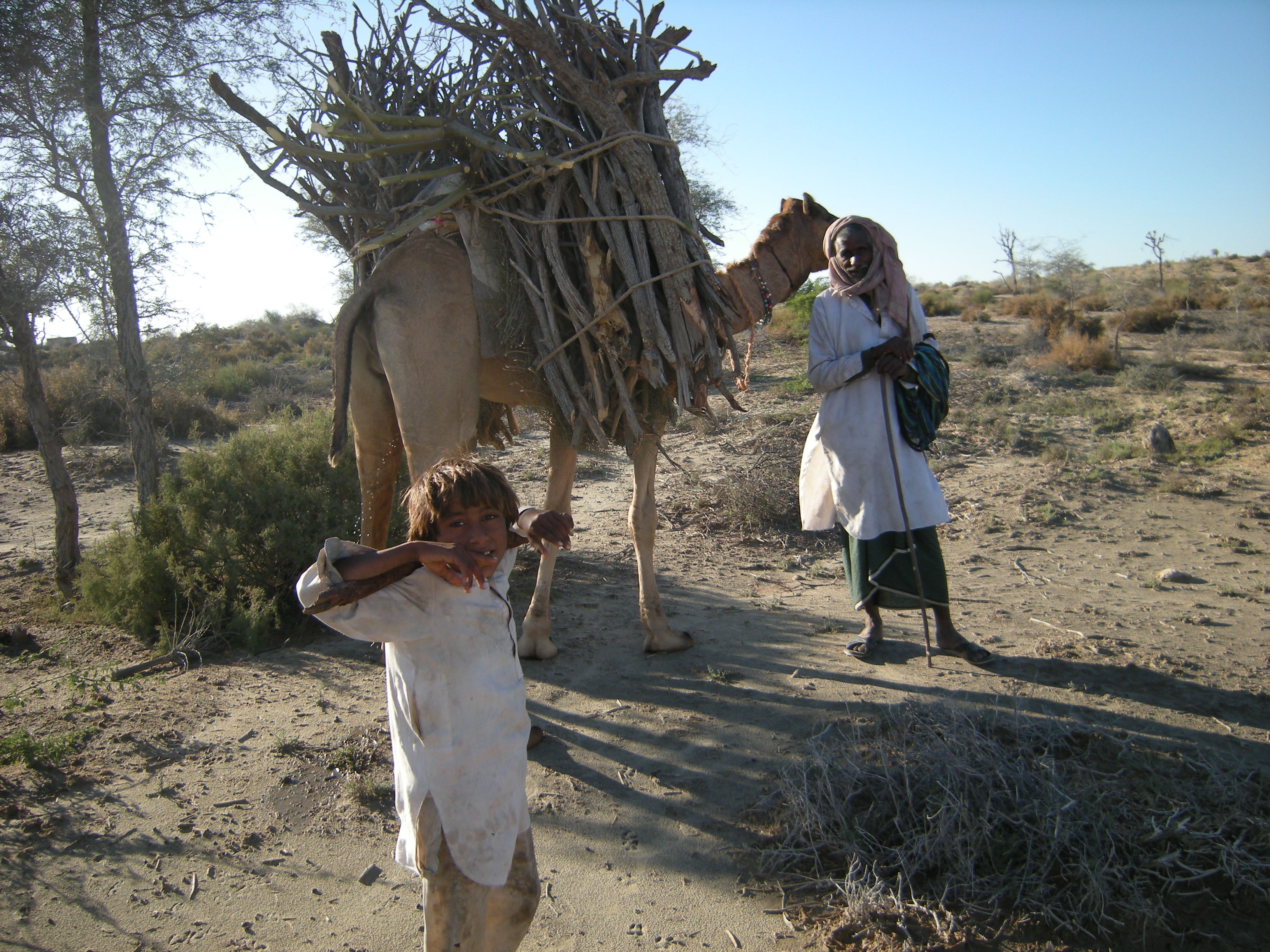
東部農村
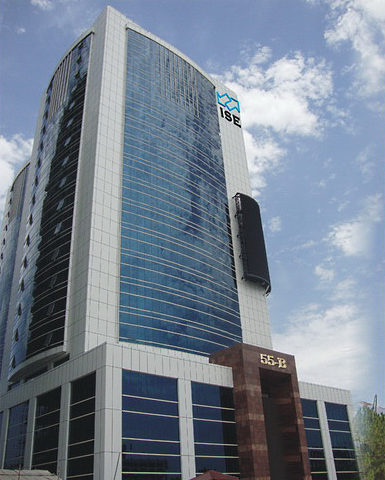
證交所
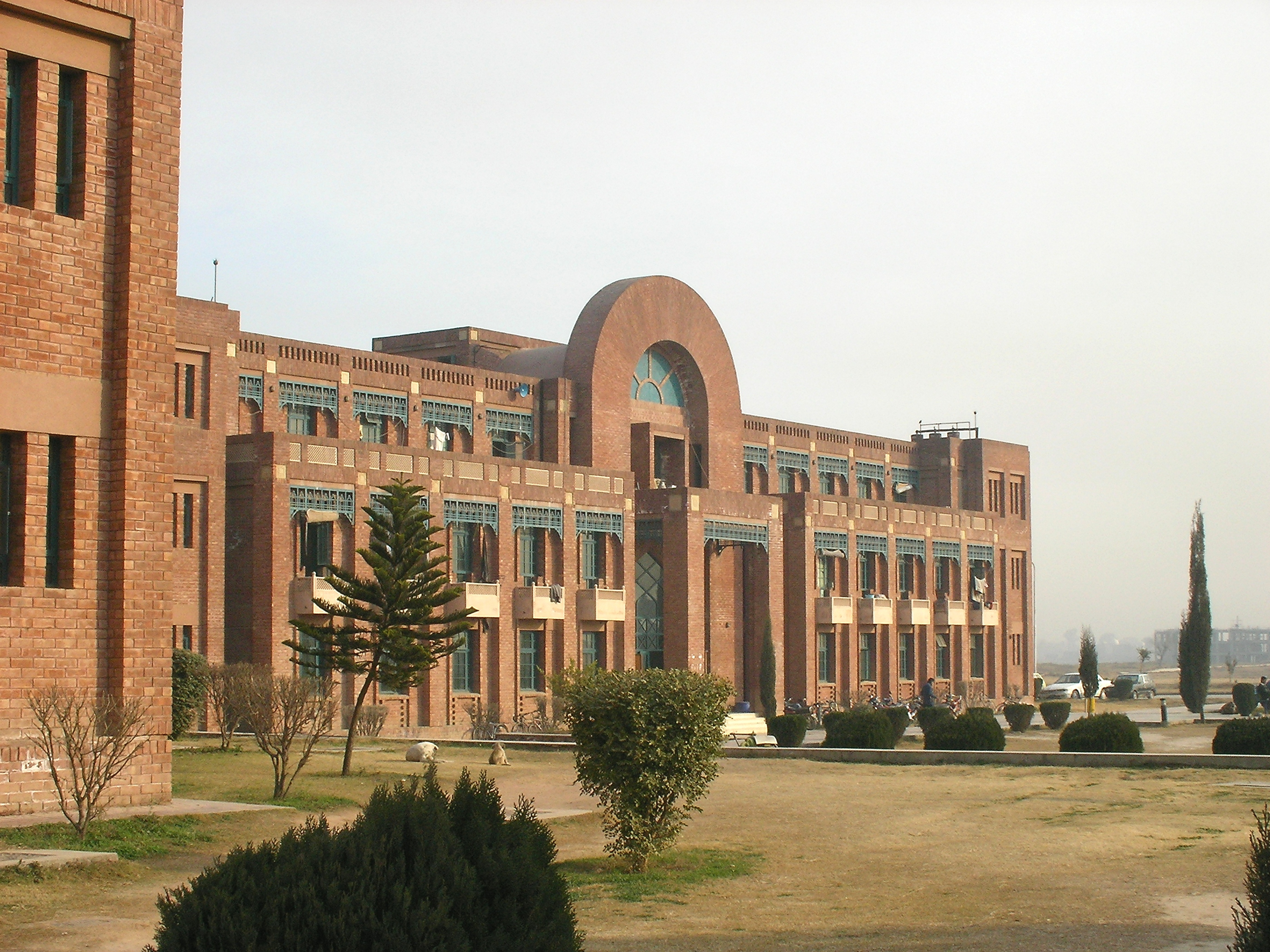
國際伊斯蘭大學
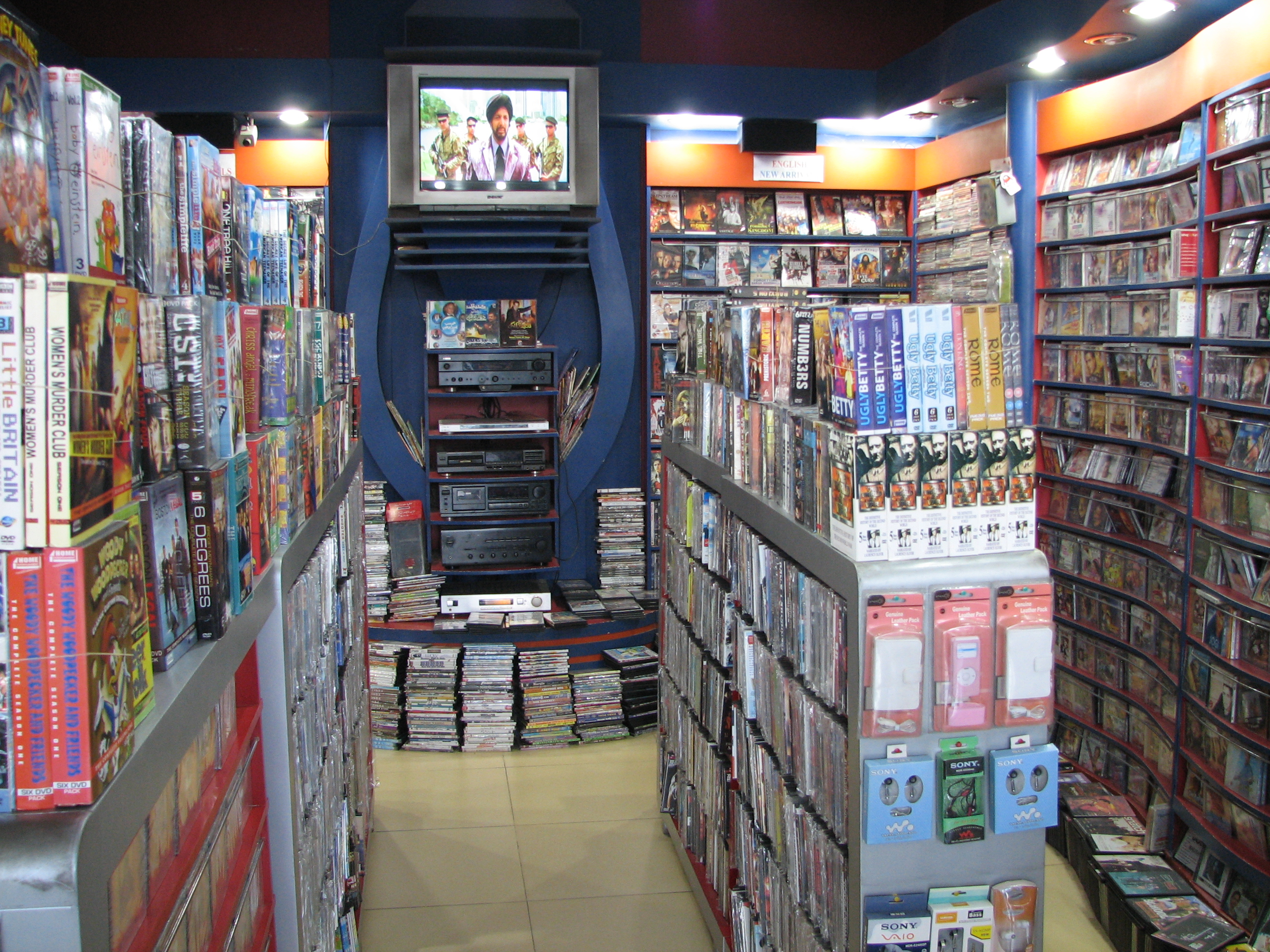
影碟店販售有歐美和東亞戲劇